# Ingemar Lundström
Ingemar Lundström, född 9 maj 1941 i Skellefteå, är en svensk ingenjör och fysiker.

## Biografi

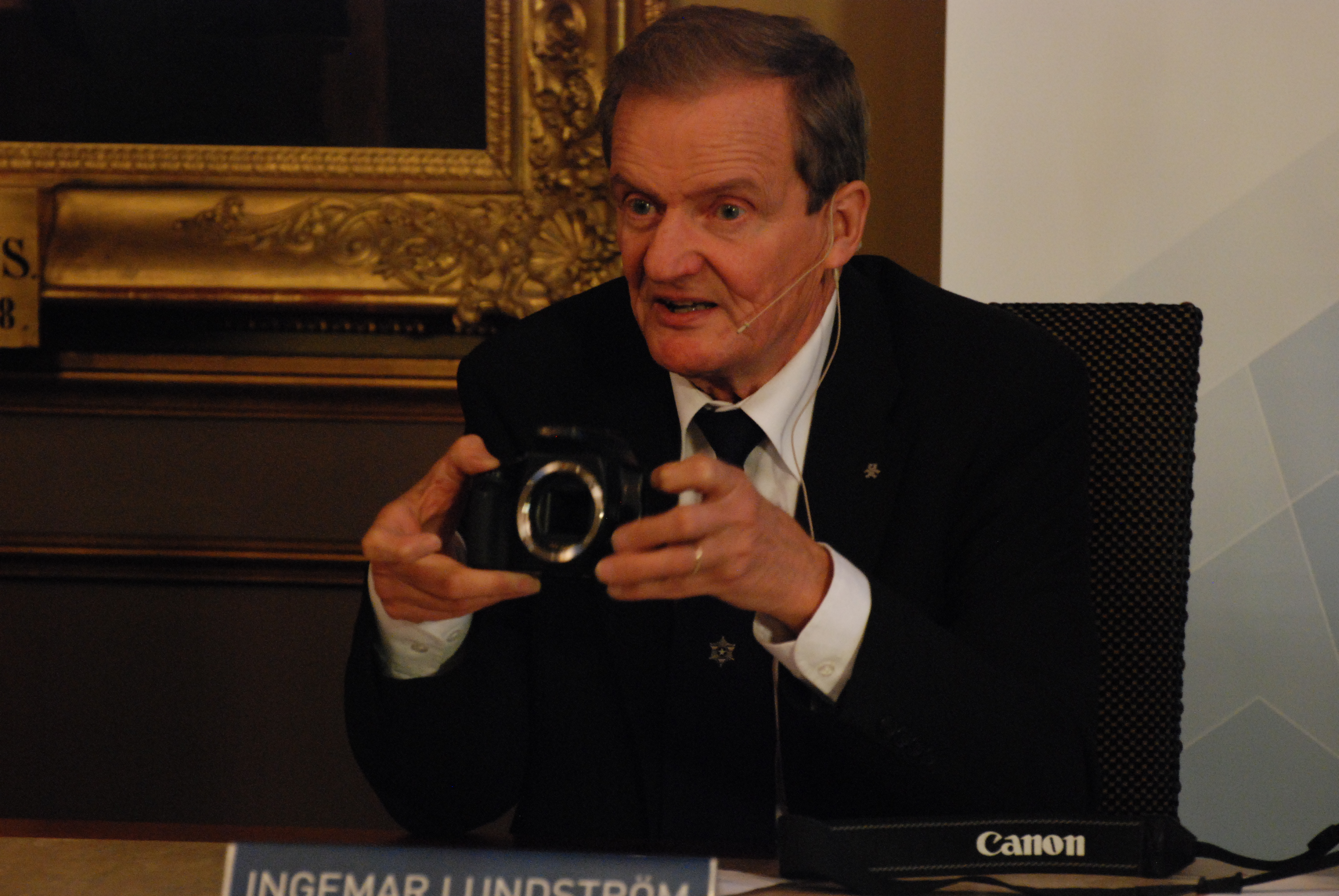
Ingemar Lundström i samband med tillkännagivandet av 2009 års nobelpris i fysik.

Lundström avlade 1967 civilingenjörsexamen i elektroteknik vid Chalmers tekniska högskola och disputerade 1970 i fasta tillståndets elektronik. Han var fortsatt verksam vid Chalmers till 1977, och blev 1978 professor i tillämpad fysik vid Linköpings universitet.
Bland hans forskningsområden finns biosensorer och kemiska sensorer.
Lundström är ledamot av Ingenjörsvetenskapsakademien sedan 1982 och ledamot av Kungliga Vetenskapsakademien sedan 1987. Han var ledamot av Nobelkommittén för fysik 2006-2011 och dess ordförande 2010-2011. 2001 promoverades han till hedersdoktor vid Kungliga Tekniska högskolan.